# Everton Clarke
Everton Clarke (* 24. Dezember 1992 im Trelawny Parish) ist ein jamaikanischer Sprinter.

## Sportliche Laufbahn
Erste internationale Erfahrungen sammelte Everton Clarke bei den Panamerikanischen Juniorenmeisterschaften 2011 in Miramar, bei denen er in der ersten Runde über 100 und 200 Meter ausschied sowie mit der jamaikanischen 4-mal-100-Meter-Staffel den vierten Platz belegte. 2014 gewann er bei den U23-NACAC-Meisterschaften in Kamloops in 20,51 s die Bronzemedaille im 200-Meter-Lauf sowie Silber mit der jamaikanischen Stafette. Mit der 4-mal-400-Meter-Staffel belegte er im Finale den vierten Rang.
Bei den IAAF World Relays 2017 auf den Bahamas schied er mit der 4-mal-100-Meter-Staffel im Vorlauf aus. 2018 nahm er zum ersten Mal an den Hallenweltmeisterschaften in Birmingham teil und erreichte dort das Halbfinale über 60 Meter. Im April gewann er bei den Commonwealth Games im australischen Gold Coast in 38,35 s die Bronzemedaille mit der Staffel.

## Persönliche Bestzeiten
- 100 Meter: 10,08 s (+0,8 m/s), 1. Juli 2016 in Kingston
  - 60 Meter (Halle): 6,54 s, 3. Februar 2018 in Karlsruhe
- 200 Meter: 20,45 s (+1,0 m/s), 2. Juli 2016 in Kingston